# Erupción volcánica de La Palma de 1949
La erupción del volcán de San Juan fue una erupción volcánica ocurrida en 1949 en la isla de La Palma ―Canarias, España―. Se trata de una de las erupciones históricas más recientes ocurridas en el archipiélago canario.
La erupción tuvo un índice de explosividad volcánica de grado 2, siendo de tipo fisural y estromboliano con episodios freatomagmáticos. Duró 42 días, desde el 24 de junio hasta el 4 de agosto siguiente.

## Toponimia
El volcán fue denominado como de San Juan por haberse iniciado su erupción en el día de la festividad de este santo, aunque también se la nombra como erupción del Nambroque, por la zona donde se abrieron sus primeras bocas, o como volcán de Las Manchas, por haber sido esta población la más afectada por la colada de lava asociada.

## Localización
La erupción tuvo lugar en el complejo volcánico o dorsal de Cumbre Vieja, que es la parte geológicamente más joven de la isla y que se encuentra estructurada en un eje eruptivo de dirección norte-sur.
Dos de las tres bocas eruptivas principales, la de El Duraznero y Hoyo Negro, se abrieron en la zona de cumbre, a unos 1800 m s. n. m., mientras que la tercera, la de Llano del Banco, surgió a unos 1300 m s. n. m. en la ladera occidental de la dorsal. Todas ellas están localizadas en el término municipal de El Paso, aunque los fenómenos asociados a la erupción afectaron igualmente a los municipios de Los Llanos de Aridane, Tazacorte, Villa de Mazo, Fuencaliente, Breña Alta y Breña Baja.

## Desarrollo de la erupción
El volcán entró en erupción después de 237 años sin actividad volcánica en la isla. Comenzó en la mañana del 24 de junio en una grieta aparecida en la montaña del Duraznero, en el sector central de la dorsal de la Cumbre Vieja, donde por varias bocas continuó la emisión de materiales hasta el 8 de julio. Este día se abre una nueva fisura a tres kilómetros en dirección noroeste, en Llano del Banco, que comenzó a emitir una colada que llegó hasta la costa oeste en Puerto Naos, atravesando el pago de Las Manchas causando la destrucción de viviendas y tierras de cultivo. Este nuevo episodio duró hasta el 26 de julio. Asimismo, el día 12 de julio se había iniciado una violenta erupción freatomagmática en el Hoyo Negro que duró hasta el 26 de ese mes, momento en el que cesó toda actividad. El 30 de julio se reactiva la erupción en El Duraznero por una nueva boca que emite lavas fluidas que descienden por la ladera oriental de la isla. Esta colada se encauza por el barranco de la Jurada ―rebautizado posteriormente como barranco de la Lava― hasta detenerse a unos 150 metros del mar, atravesando el municipio de Mazo. El día 4 de agosto cesa toda manifestación externa de la erupción, sólo persiste la actividad final en fase de fumarolas.

## Consecuencias
Fruto de esa erupción es la Cueva de Las Palomas, rebautizada recientemente como tubo volcánico de Todoque. Los tubos de lava son estructuras geomorfológicas propias de zonas volcánicas que en La Palma cuentan con una buena representación, siendo éste uno de los más largos de la isla. Su interés científico es eminentemente geológico y se acrecienta por su importancia biológica al albergar una fauna peculiar de formas invertebrados muy adaptadas a la vida hipogea.

## Galería
|                                                  |
| Colada procedente del cráter de Llano del Banco. |

|                                         |
| Tubo volcánico de Cueva de Las Palomas. |

|                                 |
| Cono volcánico de El Duraznero. |